# Deborah Lipstadt
Deborah Esther Lipstadt (Nova York, 18 de março de 1947) é uma escritora e historiadora americana. É atualmente professora de Judaísmo Moderno e Estudos sobre o Holocausto na Universidade Emory, em Atlanta. Em 1994, foi indicada por Bill Clinton para a chefia do conselho do Museu Memorial do Holocausto dos Estados Unidos, onde serviu por dois mandatos. Em 2021, o presidente Joe Biden a indicou como Enviada Especial dos Estados Unidos para o Escritório de Monitoramento e Combate do Antissemitismo.

## Obras publicadas
- Beyond belief: the American press and the coming of the Holocaust, 1933-1945 (1986) ISBN 0-02-919161-0
- Denying the Holocaust: the growing assault on truth and memory (1993) ISBN 0-452-27274-2
- History on trial: my day in court with David Irving (2005) ISBN 0-06-059376-8
- The Eichmann Trial (2011) New York: Nextbook Press/ Schocken. ISBN 0-8052-4260-0.